# Aragoa lycopodioides
Aragoa lycopodioides är en grobladsväxtart som beskrevs av George Bentham och Oliver. Aragoa lycopodioides ingår i släktet Aragoa och familjen grobladsväxter. Inga underarter finns listade i Catalogue of Life.